# سلکتیس
سلکتیس (انگلیسی: Cellectis) شرکت داروسازی فرانسوی است، که در سال ۱۹۹۹ تأسیس شد.